# Potée limousine
La potée limousine est un mets traditionnel du Limousin assez proche de la célèbre potée auvergnate.
Cet article court présente un sujet plus développé dans : Potée.

## Préparation
Elle se compose de lard, de poitrine fumée, de petit salé, de choux, de poireaux, de navets, de carottes et de pommes de terre.

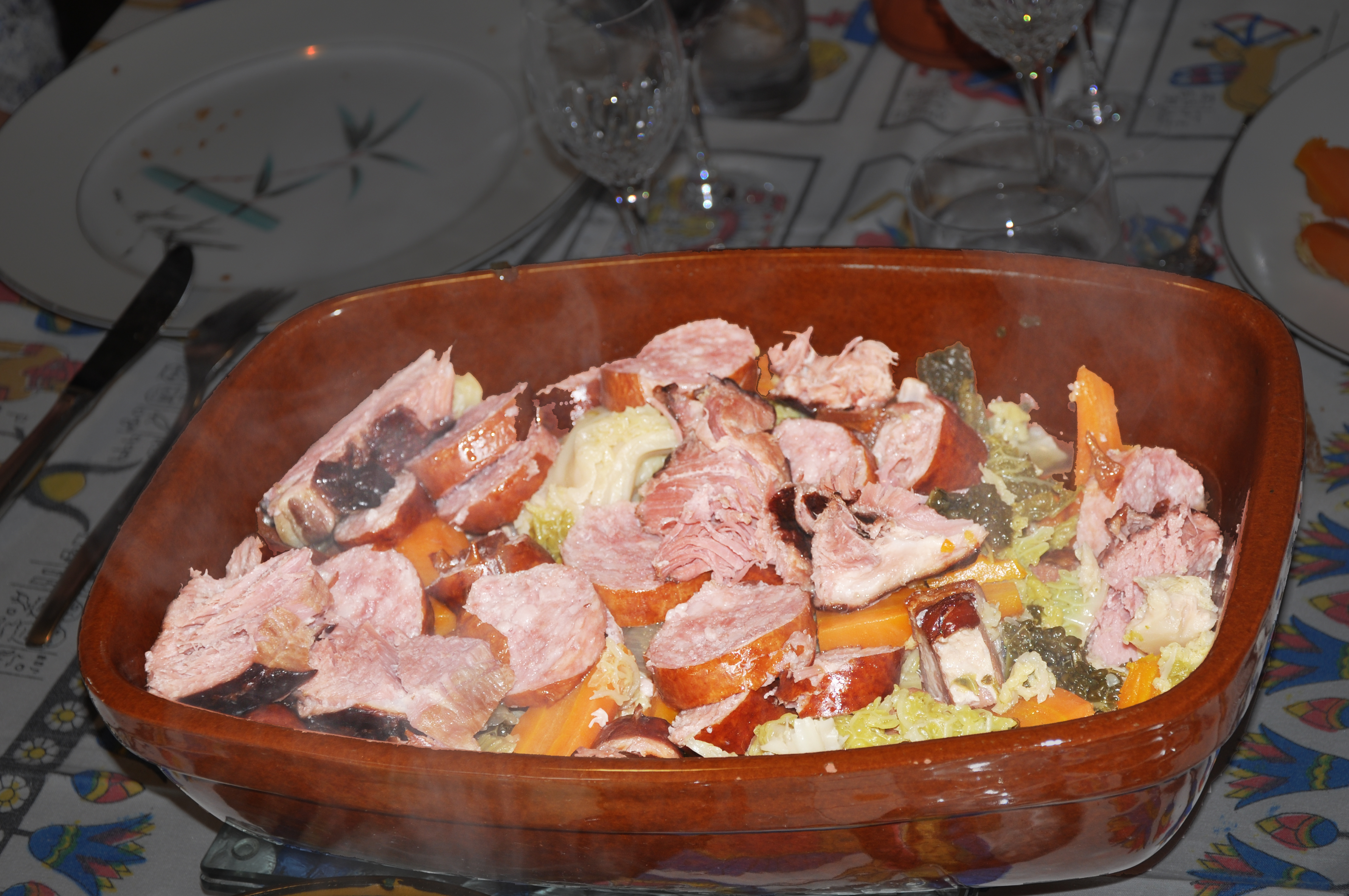
Potée du Limousin dans son plat de service.

## Boissons d'accompagnement
Outre un vin issu du vignoble du Limousin, on peut accompagner cette potée d'une bière ou d'un cidre.